# Mesoleptus silesiacus
Mesoleptus silesiacus är en stekelart som först beskrevs av Forster 1876.  Mesoleptus silesiacus ingår i släktet Mesoleptus och familjen brokparasitsteklar. Inga underarter finns listade i Catalogue of Life.